# Befehlshaber der U-Boote
Pour les articles homonymes, voir BDU.

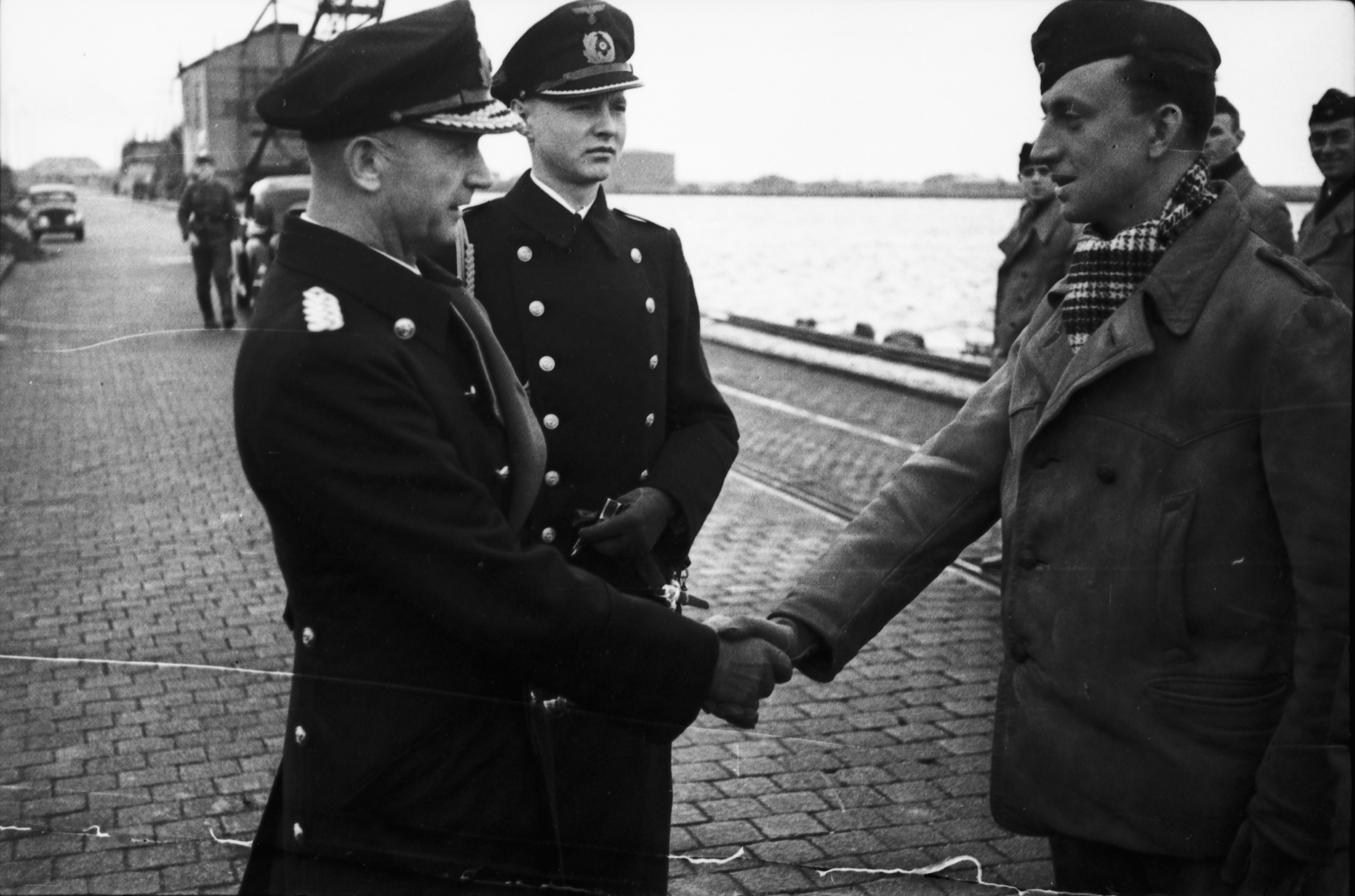
Karl Dönitz, premier titulaire du poste de Befehlshaber der Unterseeboote (BdU), avril 1940 sur la base de Wilhelmshaven

Befehlshaber der Unterseeboote (BdU) était le titre du commandement suprême de la force sous-marine  (Ubootwaffe) de la Kriegsmarine durant la Seconde Guerre mondiale. Le nom désignait aussi le quartier-général du commandement des sous-marins.
Le titre fut créé le 17 octobre 1939 quand Karl Dönitz fut promu konteradmiral. Son titre précédent était le guide des sous-marins (Führer der Unterseeboote), qu'il avait depuis janvier 1936.
Le 31 janvier 1943, Dönitz fut promu Grand amiral (Großadmiral) et devint le commandant suprême de la marine de guerre allemande (Oberbefehlshaber der Kriegsmarine), remplaçant Erich Raeder. Il conserva son titre précédent mais fut remplacé comme commandant opérationnel au  BdU par son chef d'état-major Eberhard Godt.
Godt sera plus tard remplacé par l'amiral Hans-Georg von Friedeburg qui détint ce poste jusqu'à la fin de la guerre.
- Abteilungschef (chef de département):
  - Kapitän zur See Hans Georg von Friedeburg (17 octobre 1939 – 11 septembre 1941)
- 2. Admiral der Unterseeboote (second amiral des sous-marins):
  - Konteradmiral Hans Georg von Friedeburg (12 septembre 1941 – 31 avril 1943[pas clair])
- Komandierender Admiral der Unterseeboote (amiral commandant des sous-marins):
  - Admiral Hans Georg von Friedeburg (1er février 1943 – 30 avril 1945)
  - Kapitän zur See Kurt Dobratz (1–8 mai 1945).
- Stabschef des Komandierenden Admirals der Unterseeboote (chef d'état-major de l'amiral commandant des sous-marins):
  - Fregattenkapitän Heinz Ehler Beucke (mars 1943 – mai 1943)
  - Konteradmiral Ernst Kratzenberg (juin 1943 – avril 1945)
  - Kapitän zur See Kurt Dobratz (avril 1945)
  - Fregattenkapitän (Ing) Ewald Engler (1–8 mai 1945)